# Gredice
Gredice är ett samhälle i Bosnien och Hercegovina.   Det ligger i distriktet Brčko, i den nordöstra delen av landet, 120 km norr om huvudstaden Sarajevo. Gredice ligger 109 meter över havet och antalet invånare är 303.
Terrängen runt Gredice är platt, och sluttar norrut. Närmaste större samhälle är Brčko, 4,7 km nordväst om Gredice. 
Trakten runt Gredice består till största delen av jordbruksmark. Runt Gredice är det ganska tätbefolkat, med 67 invånare per kvadratkilometer.